# 异丙硝唑
异丙硝唑（英語： 或 Ipropran）是一种含氮有机化合物，化学式为C7H11N3O2，是兽医学中使用的5-硝基咪唑类抗原虫药，用于治疗火鸡组织滴虫病和家豬痢疾。